# Martin Ryšavý
Martin Ryšavý (* 5. dubna 1967 Praha) je český spisovatel, scenárista, režisér a hudebník.

## Životopis
Vystudoval biologii na Přírodovědecké fakultě Univerzity Karlovy a scenáristiku na FAMU. Pracuje jako odborný asistent na Katedře scenáristiky a dramaturgie FAMU, na které působil i coby vedoucí katedry. Natočil několik dokumentárních etnografických filmů, je autorem námětu a scénáře povídky Cesta v povídkovém filmu Romana Vávry Co chytneš v žitě (1998), scénáře filmu Ivana Vojnára Lesní chodci (2003), který později přepracoval do knižní podoby, či scénáře k televiznímu filmu Aljona (2008). Nejvíce na sebe ale upozornil dvoudílnou knihou Cesty na Sibiř (2008), která získala Magnesii Literu za prózu. Časopis A2 zařadil tuto knihu v roce 2020 do českého literárního kánonu po roce 1989, tedy do výběru nejdůležitějších českých knih v období třiceti let od sametové revoluce. V roce 2011 získal druhou Magnesii Literu za prózu za knihu Vrač. Tato kniha byla oceněna i Cenou Josefa Škvoreckého a cenou Bank Austria Literaris na knižním veletrhu v Lipsku.
Román Cesty na Sibiř se stal námětem inscenace divadla Buchty a loutky Cesta na Sibiř.
Také vystupuje coby hráč na různé nástroje a je jedním z hlasů pilotní kapely Revolver Revue, Bouchací šrouby.

## Dílo

### Filmografie
- Argiš, 1995 – krátký dokument o životě kočovných Něnců z poloostrova Tajmyr
- Rozprava o metodě, 1997 – krátký film o PřF UK
- Bílá indiánka, 1999 – filmová povídka podle vlastního scénáře
- Sibiř – duše v muzeu, 2000
- Afoňka už nechce pást soby, dokumentární film, 2004
- Kdo mě naučí půl znaku, dokumentární film o Vietnamcích, 2006
- Malupien, Olšový Spas, dokumentární film, 2008
- Země snů, dokumentární film o Vietnamcích, 2009
- Banánové děti, TV film o Vietnamcích, 2009
- Medvědí ostrovy, dokumentární film, 2010
- Na vodě, 2015
- Slepý Gulliver, 2017
- Já, herec, 2024

### Ocenění
- 2004 - dokumentární film Afoňka už nechce pást soby (režie: Martin Ryšavý) - cena za nejlepší český film na 8. Mezinárodním festivalu dokumentárních filmů Jihlava 2004
- 2009 – cena Magnesia Litera za dvoudílnou knihu Cesty na Sibiř
- 2009 – nominace na literární Cenu Josefa Škvoreckého za knihu Cesty na Sibiř
- 2011 – cena Magnesia Litera za knihu Vrač
- 2011 – literární Cena Josefa Škvoreckého za knihu Vrač
- 2011 - cena Bank Austria Literaris za knihu Vrač